# Bimbiszára

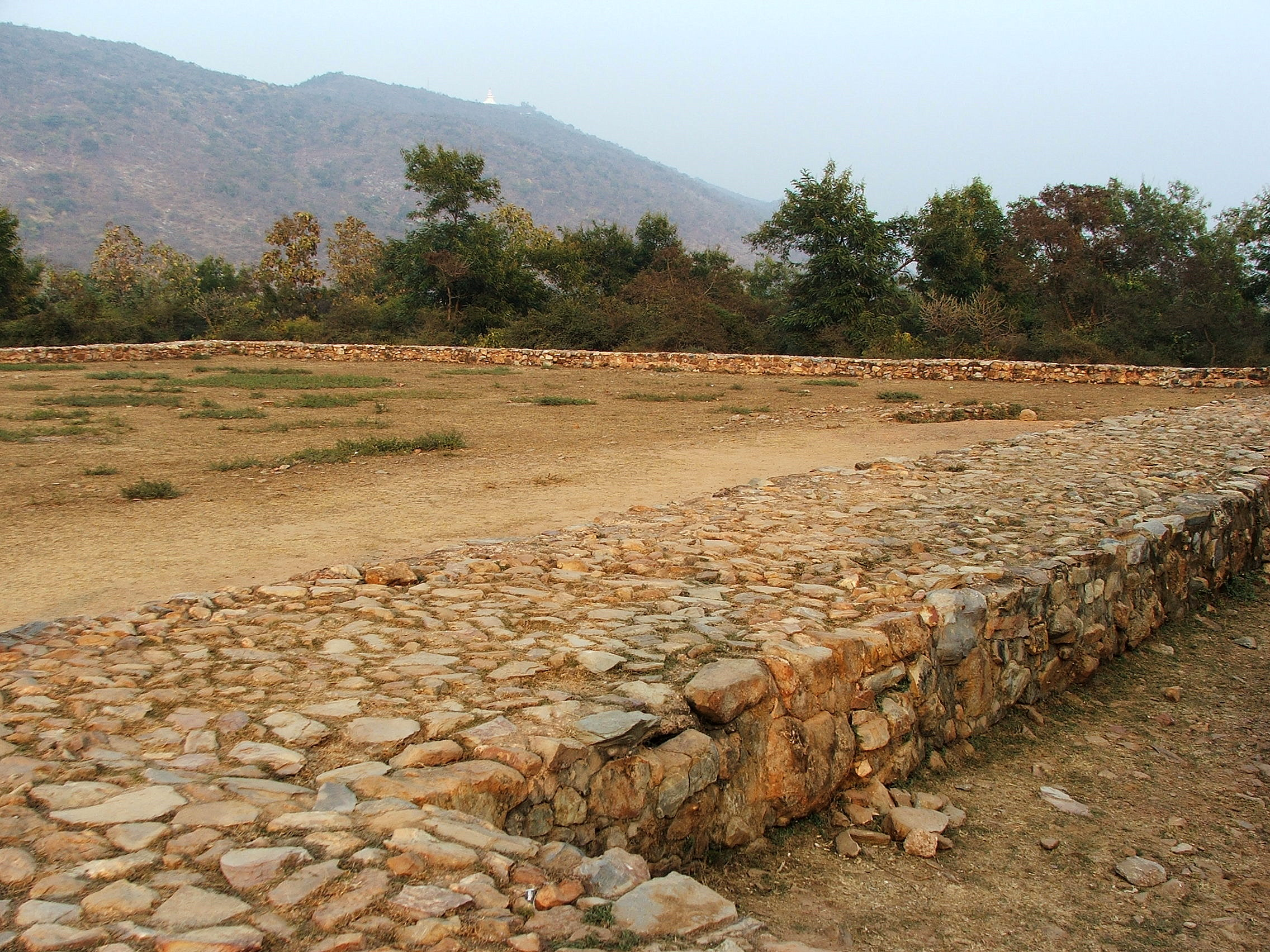
Bimbiszára börtöne, Rádzsgír

Bimbiszára (i.e. 558 – i.e. 491) a Magadha Birodalom Harjanka-dinasztiájának királya, majd császára volt i.e. 542 és i.e. 492 között Kiterjesztette birodalmát, főleg keleti irányban az Anga királyság bekebelezésével, amelyről úgy tartják, hogy később megalapozták a Maurja Birodalom kibővülését.
A kultúra védelmezőjének tartott király egyben a történelmi Buddha barátja és védelmezője is volt. Bimbiszára építtette a buddhista írásokban híresnek számító Rádzsagriha városát. A trónon fia, Adzsátasatru követte.

## Buddha és Vardhamána kortársa
Bimbiszára mind Gautam Buddha, mind Vardhamána (Mahavira) kortársa volt. A buddhista szövegek szerint Bimbiszára legelőször Buddha megvilágosodása előtt találkozott a vallásalapítóval. Később tanítványává vált és több buddhista szuttában is szerepet kapott. A hagyományok szerint elérte a szotápanna tudatszintet, amely a megvilágosodási folyamat egyik szintje. A dzsaina szövegek szerint viszont Bimbiszára Mahavira tanítványa volt, akit úgy neveznek, hogy a radzsgrihai Srenika király (nagy hadsereg birtokosa).

## Diplomáciai házasságai
Bimbiszára házasságkötésekkel erősítette meg pozícióját a térségben. Első felesége Koszala Dévi, a koszalai Mahá Koszala király lánya volt és Paszenadi húga. Hozományként kapta Kasi települést (ma Váránaszi), amely akkor még csak egy falu volt. Ez a frigy békét hozott Magadha és Kósala között, valamint szabadon rendelkezhetett más államokkal is. Második felesége, Csellana a liccshavi királyság hercegnője volt Vaisáli városból, Csetaka király lánya. Hermann Jacobi indológus szerint Vardhamána anyja Csetaka testvére volt.
Harmadik felesége, Ksema, a pundzsábi Madra klán vezetőjének volt a lánya. Ezek a diplomáciai házasságkötések megalapozták a Magadha Birodalom nyugati és északi irányú terjeszkedését.

## Halála
A hagyományok szerint Bimbiszárát börtönbe záratta saját fia, Adzsátasatru, hogy ő lehessen Magadha uralkodója. Adzsátasatru első fia születése után elrendelte az apja szabadon engedését, de már túl késő volt, hiszen Bimbiszára addigra már életét vesztette. Ez valamikor i.e. 491 körül történt.